# Ришка (Сучава)
Ришка (рум. Râșca) — село у повіті Сучава в Румунії. Адміністративний центр комуни Ришка.
Село розташоване на відстані 324 км на північ від Бухареста, 32 км на південь від Сучави, 104 км на захід від Ясс.

## Населення
За даними перепису населення 2002 року у селі проживали 2774 особи, з них 2768 осіб (99,8%) румунів. Рідною мовою 2768 осіб (99,8%) назвали румунську.